# Viale Miramare
Viale Miramare (già Lungomare Regina Elena) è una strada radiale che collega il centro di Trieste con Miramare. La strada tra il bivio di Miramare ed il segnale di inizio centro abitato (circa 250 metri) fa parte della strada regionale 14 della Venezia Giulia, ai tempi la statale giungeva fino in Piazza Libertà per poi proseguire.

## Denominazioni precedenti
Inizialmente, la via portava il nome di Contrada del Lazzaretto Nuovo, ad indicare lo stabilimento sanitario, completato nel 1769, al quale conduceva. Il percorso si snodava rettilineo dalla Piazza del Macello fino al Lazzaretto di Santa Teresa, costeggiando il mare, poiché erano ancora stati effettuati i lavori di interramento necessari alla costruzione della stazione della Ferrovia Meridionale e del Porto Nuovo. Alla metà dell'Ottocento, la strada ricadde interamente all'interno delle infrastrutture della Ferrovia Meridionale e venne interrata, così da realizzare una spianata alta circa 8 metri s.l.m. per accogliere gli impianti ferroviari. Il Lazzaretto di Santa Teresa, ancora in funzione, poteva essere raggiunto via terra attraverso la Via Belvedere (attuale via Udine) e la Via Tor S. Piero.
La via venne riaperta in concomitanza ai lavori per la costruzione della seconda stazione ferroviaria, che venne eretta a livello del mare, abbassando il piazzale dove fino ad allora si trovavano i binari. La via, ora denominata Corsia Miramare, costeggiava il nuovo fabbricato della stazione, inaugurato nel 1878, ed era separata dai binari da un muro di cinta. 
Alla fine dell'Ottocento, il termine corsia cadde in disuso e la strada prese il nome di Via di Miramar; nel 1922 venne ribattezzata Lungomare Regina Elena (è presente ancora oggi all'altezza della Marinella la pietra con il vecchio nome). Nel giugno 1944 la denominazione venne soppressa e sostituita con Via Miramare nel tratto fino alla chiesa di Barcola, mentre al tratto fino al bivio di Miramare fu dato il nome di Riviera di Barcola; Il tratto finale ebbe il nome di Viale a Miramare (all'inizio del tratto stesso è presente la pietra con tale denominazione). Nell'agosto 1946 le tre denominazioni vennero soppresse per poter adottare definitivamente quella attuale.

## Percorso
La strada ha inizio sulla destra del fabbricato principale della stazione ferroviaria di Trieste centrale, in Piazza della Libertà, continua su un lungo rettilineo sino a Roiano, ove sterza leggermente verso sinistra, a questo punto lascia sulla sinistra l'area ferroviaria e sottopassa la linea ferroviaria per dirigersi a lato mare. A questo punto si trova una rotatoria per il porto vecchio realizzata nel 2020 (parte del progetto di rilancio del porto vecchio).
Si costeggia il vecchio muro di confine con l'ex gruppo scambi di Barcola sino al Park Bovedo (realizzato in occasione della Barcolana del 2019), si prosegue entrando nel sobborgo di Barcola, con la chiesa sulla destra e la pineta di Barcola con il relativo lungomare sulla sinistra. Giungendo al bivio di Miramare la strada si dirama in due: la diramazione di destra è la Strada Costiera, per Sistiana, mentre Viale Miramare continua sulla sinistra a lato mare, sino al suo termine all'ingresso del parco di Miramare.